# 三井镇 (新田县)
三井乡，是中华人民共和国湖南省永州市新田县下辖的一个乡镇级行政单位。

## 行政区划
三井乡下辖以下地区：
罗家坪村、山下洞村、山下村、塘坪村、上凤村、高峰村、谈文溪村、车头水村、塘伏坊村、晒鱼坪村、长冲村、石岩头村、油草塘村、曹家窝村、七贤山村、栗里洞村、三井圩村和油麻岭村。